# Иван Струмерлиев
Иван Струмерлиев (Струмишлиев, Струмилиев, Струменлиев и т.н.) или Тенекиджията е български предприемач и революционер, деец на Вътрешната македоно-одринска революционна организация.

## Биография
Иван Струмерлиев е роден през 1877 година в град Енидже Вардар (Па̀зар), тогава в Османската империя, днес в Гърция, но вероятно произхожда от Струмица или Струмишко. Остава без образование, но се занимава с търговия и тенекиджийство. Същевременно се присъединява към градския комитет на ВМОРО в Енидже Вардар.
След 1907 година няма сведения за живота и делото му.